# Squalius carolitertii
Il bordallo (Squalius carolitertii) è un pesce osseo di acqua dolce appartenente alla famiglia dei Ciprinidi.

## Distribuzione e habitat
Si tratta di una specie endemica della parte nordoccidentale della Penisola Iberica, in territorio pertinente sia alla Spagna che al Portogallo.
Più precisamente si incontra nei bacini del Douro, Mondego, Umia, Lima, Tago, Lima, Miño e Lérez.
Popola acque correnti nella parte media del corso dei fiumi.

## Descrizione
Simile al cavedano ma dotato di bocca più piccola. Il muso è arrotondato, la bocca subterminale. La sagoma è piuttosto slanciata.
Non supera i 20 cm di lunghezza.

## Biologia
Durante le siccità estive può sopravvivere in piccole pozze con una bassissima concentrazione di ossigeno disciolto. Si riproduce in primavera. Si nutre di invertebrati ed avannotti.

## Conservazione
Le popolazioni appaiono in buono stato sebbene sia sensibile a disturbi come l'estrazione di acqua dai torrenti e l'introduzione di specie aliene.